# Orlando Lions
Orlando Lions is een voormalige Amerikaanse voetbalclub uit Orlando, Florida. De club werd opgericht in 1988 en opgeheven in 1990. De club speelde twee seizoenen in de American Soccer League en één seizoen in de American Professional Soccer League. Na het seizoen fuseerde de club met Fort Lauderdale Strikers.
In 1992 was er een nieuw team die zich Orlando Lions noemde. Deze club speelde tot 1996 in de United Soccer Leagues. Daarna werd de club opgeheven.